# Курьерские шахматы
Курьерские шахматы (нем. Kurierspiel, англ. Courier Chess) — разновидность шахмат, популярная в Германии в XIII—XVIII веках.

## Курьерские шахматы в XIII—XX веках

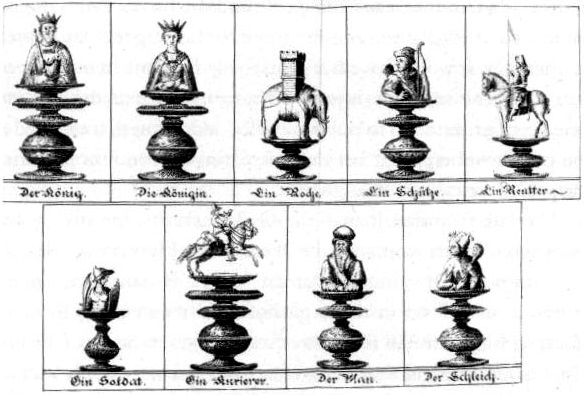
Изображение фигур курьерских шахмат в книге «Das Schach oder Königsspiel», выполненные Якобом ван дер Хейденом (1616)

Первое упоминание об этой игре в литературе относится в XIII в.: о ней говорится в поэме «Вигалуа» Вирнта фон Графенберга (нем. Wirnt von Grafenberg), написанной между 1204 и 1209 годами; можно предположить, что в это время она была широко распространена. Позднее её упоминали в своих сочинениях Генрих фон Беринген («Шахматы» (нем. Heinrich von Beringen «Schachbuch»), 1300) и Кунрат ван Амменхаузен (Kunrat von Ammenhausen) (поэма «Schachzabellbuch», 1337).
В 1508 году нидерландский художник Лукас ван Лейден изображает курьерские шахматы на своей картине «Игра в шахматы». На ней запечатлена единственная сохранившаяся до нашего времени подлинная партия в курьерские шахматы, разыгранная в XVI веке. Эта картина является наиболее важным источником реконструкции курьерских шахмат. Густав Селенус в книге «Das Schach oder Königsspiel» (Лейпциг, 1616) приводит изображения шахматных фигур на гравюрах к своей книге, выполненных Якобом ван дер Хейденом, и объясняет некоторые правила этой игры (в основном разъясняет как ходят фигуры).
В деревне Стробек (нем. Ströbeck), под Хальберштадтом, хранится шахматная доска, которую подарил жителям в 1651 году Фредерих Вильгельм, курфюрст Бранденбурга с 1640 года, являвшийся большим почитателем этого вида шахмат. К ней прилагались утерянные к нашему времени серебряные фигуры.
Ян де Брай (нидерл. Jan de Bray, художник из Харлема), создал набросок молодого человека (возможно, автопортрет), сидящего за курьерскими шахматами. Рисунок находится в альбоме Liber Amicorum и получил название «Шахматист» (1661 год), его сопровождает ироничная надпись. Фигуры на этом изображении сходны с картиной ван Лейдена.
В 1821 году некий Н. Г. Альберс из Люнебурга пишет, что в области Штрёбек продолжают играть в курьерские шахматы, но уже в 1825 году гости деревни Штрёбек сообщают, что курьерские шахматы здесь забыты. Шахматист и писатель Уильям Льюис в 1831 году посетил Штрёбек и подтвердил, что эта игра здесь забыта и жители помнят только особенности передвижения фигур. Главным её недостатком являлось медленное развитие и отсутствие теоретической разработки проблем дебюта и эндшпиля.
В 1885 году на Шахматном конгрессе в Штрёбеке показательная партия в курьерские шахматы была включена в программу, но это не привело к возрождению интереса к этому виду шахмат.
В 2009 году появилась первая статья Rick Knowlton в журнале The Chess Collector, в которой предпринята попытка подробного описания курьерских шахмат и выдвигается идея проведения соревнований по ним.

## Правила курьерских шахмат

### Расстановка фигур и их внешний вид
Расположение доски предусматривало тёмное поле в ближнем левом от шахматиста углу доски. Доска имела двенадцать клеток по горизонтали и восемь по вертикали.
Первоначальная расстановка фигур на шахматной доске на первой и последней линии (слева направо на диаграмме): ладья, рыцарь (современный конь), епископ (соответствовал алфилу), курьер, мудрец (в современных шахматах не существует), король, королева (ходила иначе, о чём см. ниже), шут (в современных шахматах не существует), курьер, епископ, рыцарь, ладья.
Мудреца отличала длинная борода, а на шуте был колпак с колокольчиками. Фигура курьера имела вид всадника, трубившего в рог, и была довольно высокой (размером почти с королевскую; встречались и изображения в виде абстрактного шпиля). Считаясь самой сильной фигурой, курьер дал название разновидности шахмат, в которой начал употребляться. Впоследствии он заменил слона и в традиционных шахматах.

### Передвижение фигур
- Начинавший партию первым передвигал пешки двух своих ладей и ферзевую пешку на четвертое поле (затем пешки могли перемещаться только на одно поле вперёд), а ферзя на третье поле (четыре хода сразу). Также поступал и противник, затем ходы белых и чёрных чередовались.
- Пешка, достигшая восьмой горизонтали, была должна совершать три прыжка на шестой, четвертый и второй ряды этой вертикали, прежде чем её можно было превратить только в «королеву». Она не могла перескакивать через фигуры или бить фигуру при своих прыжках. Её также нельзя было бить, когда она достигала восьмой горизонтали, хотя разрешалось во время прыжков назад на свой исходный квадрат. Подобные прыжки должны были чередоваться с другими ходами.
- Король не мог использовать рокировку. Во всём остальном на него распространялись современные правила: он мог ходить на одну клетку в любом направлении.
- Ладья и конь передвигались по современным правилам.
- Курьер ходил как современный слон: на любое число клеток по диагонали.
- Епископ ходил на две клетки по диагонали, перепрыгивая фигуры на своем пути.
- Королева ходила на одну клетку по диагонали.
- Мудрец ходил, как король, но мог быть съеден, как любая другая фигура.
- Шут ходил на одну клетку по вертикали и горизонтали.

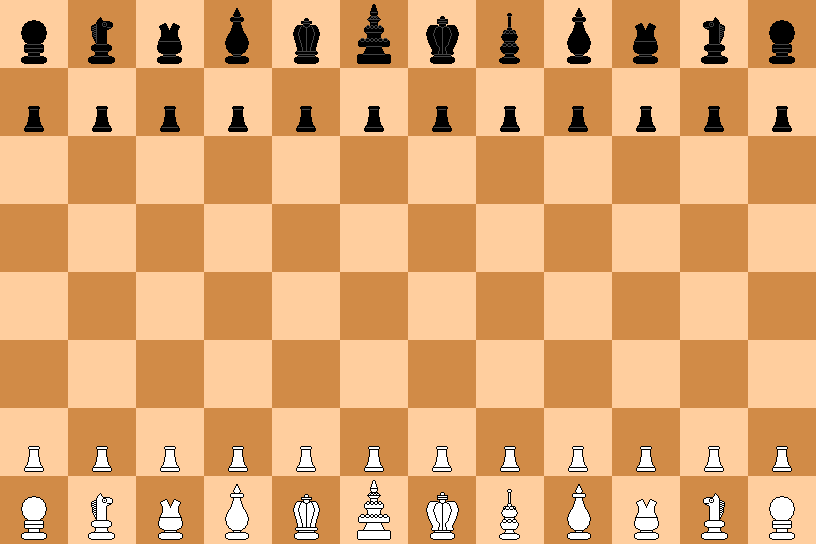
Первоначальное расположение фигур на доске
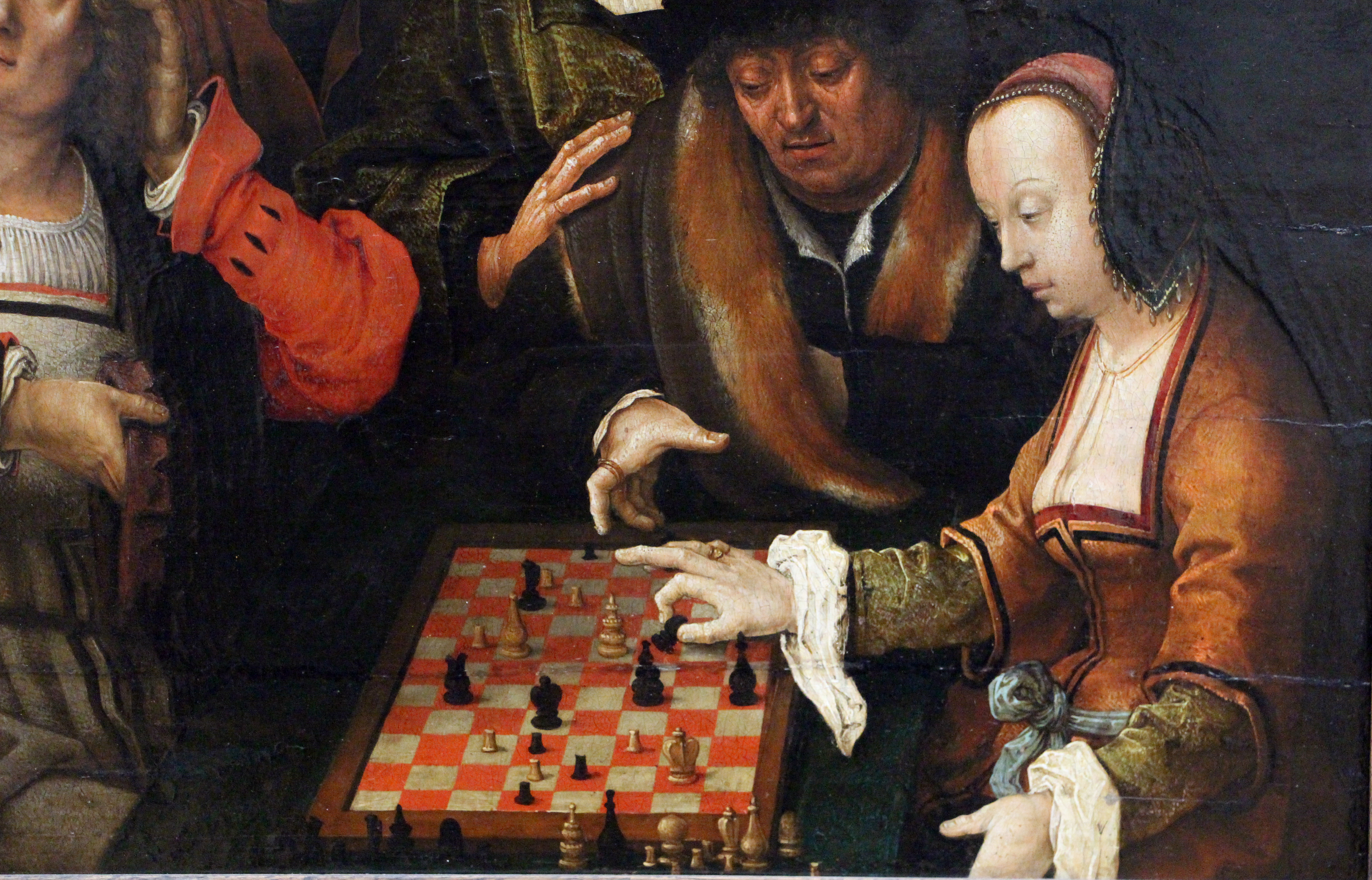
Лукас ван Лейден. Игра в шахматы. Фрагмент
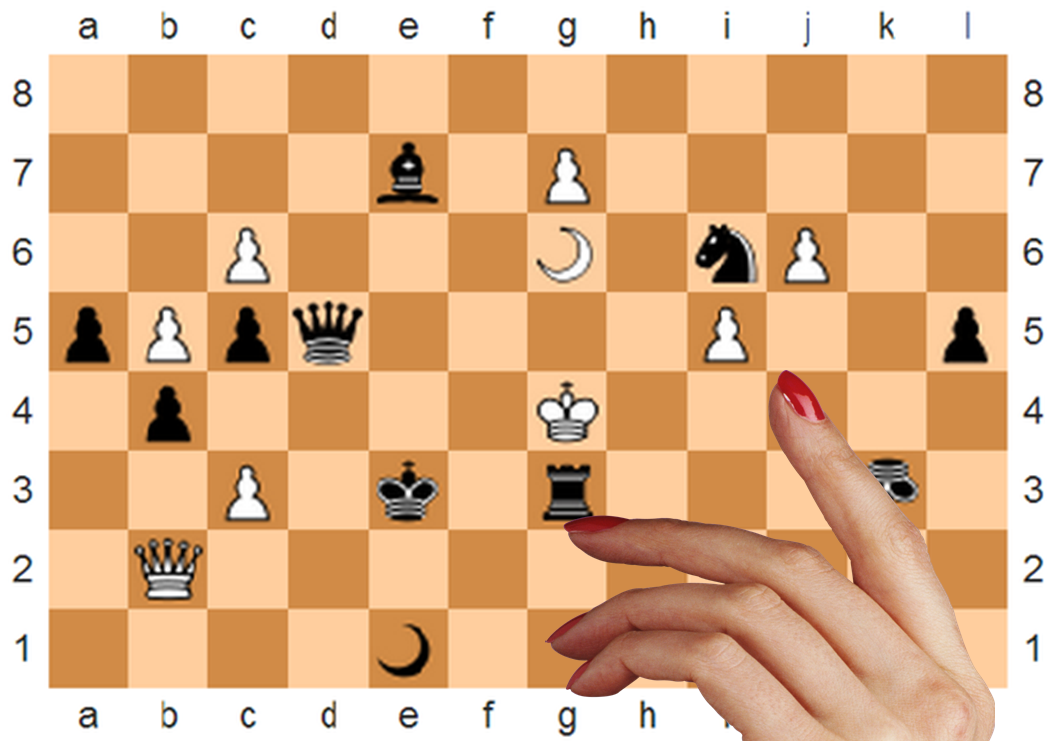
Позиция на шахматной доске, изображённая на картине Лукаса ван Лейдена «Игра в шахматы»
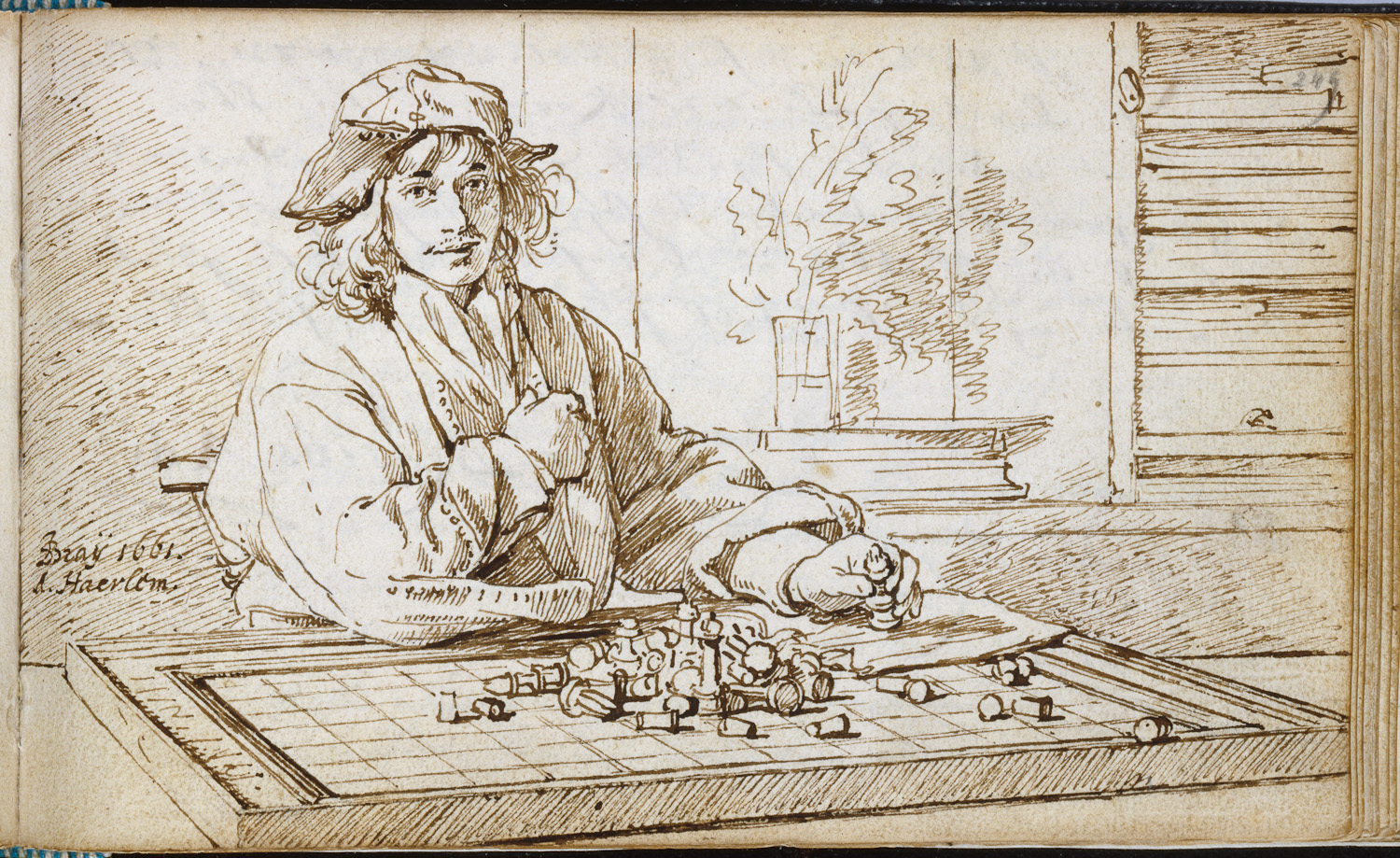
Ян де Брай. «Шахматист»

## Курьерские шахматы в настоящее время
Предпринимались попытки возродить этот вид шахмат. Активным пропагандистом является мастер ФИДЕ Paul V. Byway, которому удалось провести в 90-е годы несколько небольших международных турниров. В России некоторый интерес к курьерским шахматам проявляет Клуб научной реконструкции средневековой культуры во имя святого Димитрия Солунского, но главным занятием клуба является «реконструкция средневекового боя согласно мастерам-современникам нашего периода», а настольные игры находятся на обочине его внимания.